# Nathan Handwerker

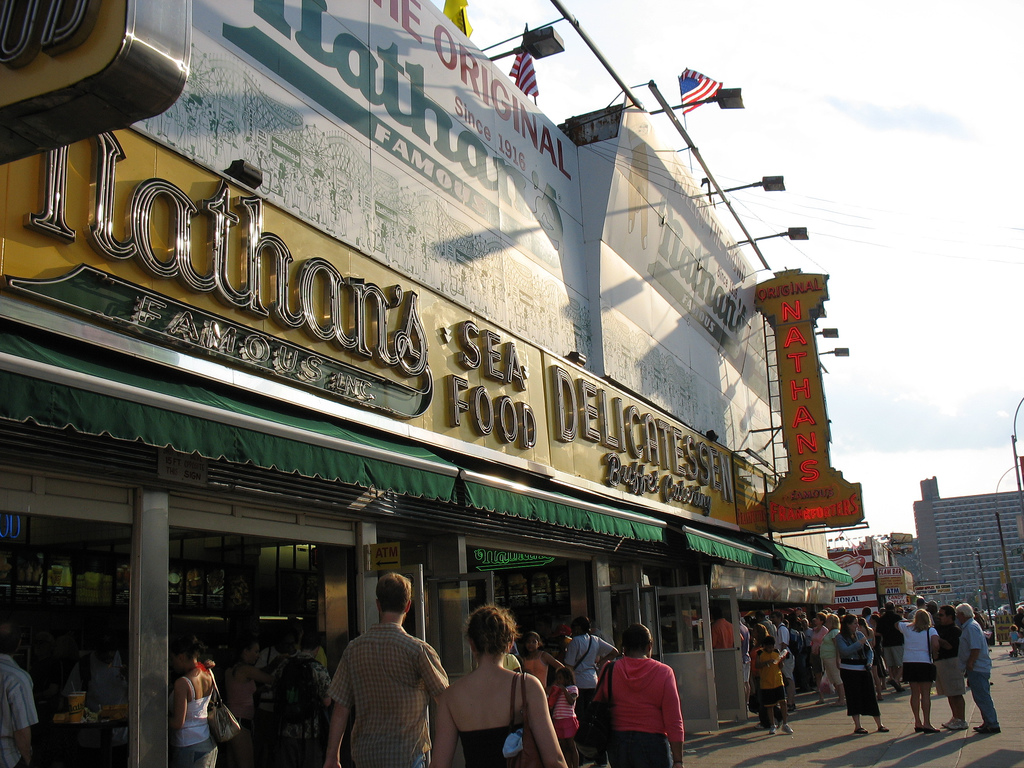
Uno de los primeros locales en Nueva York.

Nathan Handwerker (14 de junio de 1892 – 25 de marzo de 1974) fue un inmigrante polaco que emigró a Estados Unidos a comienzos del siglo XX. Es conocido por haber puesto uno de los primeros negocios de fast food en el territorio estadounidense. La cadena de restaurantes se denominó Nathan's Famous y se especializó en la elaboración de hot dogs.

## Biografía
Poco se sabe de Nathan antes de su llegada a EE. UU. pero el caso es que pronto abre su propio negocio en el año 1916 en el que empieza a vender al público perritos calientes en una esquina de Coney Island, Nueva York.